# 고타르제스 2세

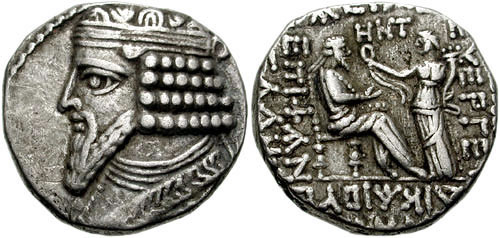

파르티아의 고타르제스 2세는 파르티아 제국을 서기 40년에서 50년까지 지배하였다.
그는 아르타바누스 2세의 아들이었다. 그리고 그의 아버지가 38세에 죽고 형제 바르다네스 1세가 왕좌를 계승하였을 때 고타르제스는 반란하였다.
그는 그의 잔인성 때문에 혐오의 대상이 되었다. 그의 다른 많은 살인중에 그는 그의 형제 아르타바누스와 그의 전가족을 처형하였다. 그리고 바르다네스는 그의 왕좌에 복귀하였다. 고타르제스는 히르카니아로 달아나고 다해 유목민들에서 국대를 모집하였다. 두 왕간의 전투는 결국 협상으로 끝났다.
그들은 둘다 귀족의 모반을 두려워하였다. 고타르제스는 히르카니아로 돌아갔지만 바르다네스가 서기 47년 암살되었을 때 전체 제국내에서 승인되었다.
고타르제스는 그 후 그의 주화에 그이 적절한 이름을 언급하지 않고 보통의 파르티아왕의 타이틀인 '왕중왕 아르사케스 후원자, 정의롭고 빛나는 자(에피파네스) 그리이스의 친구(Philhellen)",
그의 잔인성과 사치성에 의해 야기된 불만은 적대적인 집단이 로마 황제 클라디우스가 로망에서 아스사케스 왕자 메헤르다테스를 귀환하도록 신청하였다. 그는 서기 49년 유프라테스를 건넜지만 고타르제스에 의해 패하여 죄수가되었다. 고타르제스는 그의 귀를 잘랐다.
직후 고타르제스는 타키투스에 따르면 병으로 죽었다. 요세푸스는 그는 살해되었다고 말한다. 그의 마지막 주화는 51년 6월로 기록되어있다. 근 잠깐동안 (아마도 그의 형제)보노네스 2세가 계승하였다가 그의 아들 볼로가세스 1세에 의해 계승되었다.
| 전임 바르다네스 1세 | 제23대 파르티아 왕 서기 40년 - 서기 50년 | 후임 보노네스 2세 |